# Karen Mulder
Karen Mulder (Vlaardingen, 1 de junho de 1968) é uma ex-modelo neerlandesa.

## Biografia
Karen Mulder iniciou a sua carreira aos 17 anos quando alcançou a segunda posição no concurso Look of the Year, organizado pela agência de modelos Elite Model.
No segundo ano de carreira, desfilou para Valentino, Yves Saint Laurent, Lanvin, Versace e Giorgio Armani. Foi capa da revista Vogue e contratada pela Guess em 1991. Durante os anos seguintes tornaria-se uma supermodelo, desfilando ao lado de Kate Moss, Cindy Crawford, Claudia Schiffer e Naomi Campbell.
Karen encerrou sua carreira de modelo no ano 2000. 